# Enchiridion Symbolorum
Enchiridion Symbolorum，全稱Enchiridion Symbolorum, definitionum et declarationum de rebus fidei et morum，手冊性質的書，收集了天主教方面信仰和道德問題最重要的信條和教會文件。又因其首創者Heinrich Denzinger得名Denzinger，又因後來編者，得名Denzinger-Schönmetzer（DS）、Denzinger-Hünermann（DH）。

## 內容
第一部分是一世紀以來的教會信條（Glaubensbekenntnisse），第二部分是教會合議（magisterium、Lehramt）的文件，都以原本語言呈現，主要是拉丁語，較新的版本亦加入德語翻譯。

## 版本
第一版由Denzinger於1854年出版。
最新一版是：
- Heinrich Denzinger首編、Helmut Hoping譯、Peter Hünermann編，Kompendium der Glaubensbekenntnisse und kirchlichen Lehrentscheidungen. Enchiridion symbolorum definitionum et declarationum de rebus fidei et morum, 45. Aufl., Herder, 2017